# Martin Dziewialtowski
Martin Dziewialtowski (* 23. Dezember 1972) ist ein ehemaliger schottischer Snookerspieler, der zwischen 1992 und 2004 für zwölf Jahre Profispieler war. Der Finalist der schottischen Amateur-Meisterschaft 1992 erreichte in dieser Zeit neben Rang 68 der Snookerweltrangliste unter anderem das Halbfinale des Malta Masters und das Halbfinale der UK Championship 1997.

## Karriere
Dziewialtowski kommt aus dem Glasgower Stadtteil Govanhill. Sein erster großer Erfolg war die Finalteilnahme bei der schottischen Amateur-Meisterschaft im Jahr 1992, auch wenn er im Endspiel mit 2:6 Jamie Burnett unterlag. Da zu diesem Zeitpunkt die Profitour allen Spielern offen stand, wurde er anschließend zur Saison 1992/93 Profispieler. Allerdings erreichte Dziewialtowski während seiner Debütsaison kein einziges Mal eine Hauptrunde, er schied also stets in einer der wegen der hohen Teilnehmerzahlen großen Qualifikation aus. Zu seinen besten Ergebnissen gehörten eine Teilnahme an der sechsten Qualifikationsrunde des zweiten Events der Strachan Challenge 1993 und an der sechsten Qualifikationsrunde der Welsh Open. Sein Einstand auf der Weltrangliste ebnete ihm den Weg auf eine Platzierung auf Rang 408. Ähnlich verliefen auch die nächsten beiden Spielzeiten, auch wenn Teilnahmen an den letzten Qualifikationsrunden für ihn immer häufiger wurden. So erreichte er schließlich während der Saison 1995/96 sowohl bei den British Open als auch bei der Snookerweltmeisterschaft die Runde der letzten 96 sowie beim Thailand Classic die finale Qualifikationsrunde. Infolgedessen wurde er zum Saisonende zum Malta Masters eingeladen und erreichte dort das Halbfinale, doch auch auf der Weltrangliste waren seine besseren Ergebnisse bemerkbar geworden und er belegte mittlerweile Rang 120. Dadurch konnte er nun direkt in den letzten Qualifikationsrunden ins Turnier starten, doch auch während der folgenden Saison erreichte er keine Hauptrunde. Dennoch konnte er sich marginal auf Rang 116 verbessern.
Zu Beginn der Saison 1997/98 musste sich Dziewialtowski seinen Fortbestand auf der Profitour über die WPBSA Qualifying School sichern, was ihm aber im ersten Anlauf gelang. Während der Saison glückten ihm dann einige Erfolge, so erreichte er die Runde der letzten 32 der Benson and Hedges Championship, ein Non-ranking-Turnier. Doch sowohl bei der UK Championship als auch bei den Welsh Open erreichte er die Hauptrunde eines Ranglistenturnieres; während er bei den Welsh Open in der Runde der letzten 32 ausschied, verlor er bei der UK Championship erst im Viertelfinale gegen Matthew Stevens. Durch diesen Erfolg verbesserte er sich auf Rang 83 der Weltrangliste. Dennoch erreichte er während der nächsten drei Spielzeiten neben einigen finalen Qualifikationsrunden nur drei weitere Hauptrunden, genauer gesagt die der British Open 1999, der Welsh Open 2000 und des Thailand Masters 2000. 2001 belegte er dennoch mit Rang 68 den besten Platz seiner Karriere. Auch wenn er erneut einige Male eine der letzten Qualifikationsrunden erreichte, verpasste er während der nächsten Spielzeiten erneut einen Einzug in eine Hauptrunde und verlor sukzessive immer früher. Mittlerweile nur noch Rang 92 geführt, verlor Dziewialtowski 2004 nach zwölf Saisons seinen Profistatus.

## Erfolge
| Ausgang         | Jahr | Turnier                           | Finalgegner   | Ergebnis |
| --------------- | ---- | --------------------------------- | ------------- | -------- |
| Amateurturniere |      |                                   |               |          |
| Zweiter         | 1992 | Schottische Snooker-Meisterschaft | Jamie Burnett | 2:6      |
| Profiturniere   |      |                                   |               |          |
| Sieger          | 1997 | WPBSA Qualifying School – Event 3 | Andrew Cairns | 5:3      |